# UFC 140
UFC 140: Jones vs. Machida（ユーエフシー・ワンフォーティー：ジョーンズ・バーサス・マチダ）は、アメリカ合衆国の総合格闘技団体「UFC」の大会の一つ。2011年12月10日、カナダ・オンタリオ州トロントのエア・カナダ・センターで開催された。

## 大会概要
本大会ではジョン・ジョーンズとリョート・マチダによるUFC世界ライトヘビー級タイトルマッチが組まれた。
CFFCライト級王者ジョン・チョリッシュ、キャリア9戦全勝のミッチ・クラークがUFCデビュー。

## 試合結果

### プレリミナリィカード
第1試合 ライト級ワンマッチ 5分3R
○  ジョン・チョリッシュ vs.  ミッチ・クラーク ×
2R 4:36 TKO（パウンド）
第2試合 ウェルター級ワンマッチ 5分3R
○  ジェイク・ヘクト vs.  リッチ・アトニート ×
2R 1:10 TKO（肘打ち→パウンド）
第3試合 ライト級ワンマッチ 5分3R
○  マーク・ボーチェック vs.  ニック・レンツ ×
3R終了 判定3-0（30-27、30-27、30-27）

### Spike中継カード
第4試合 バンタム級ワンマッチ 5分3R
○  イーブス・ジャボウィン vs.  ワレル・ワトソン ×
3R終了 判定2-1（28-29、29-28、30-27）
第5試合 ライト級ワンマッチ 5分3R
○  デニス・ホールマン vs.  ジョン・マクデッシ ×
1R 2:58 リアネイキドチョーク
第6試合 ミドル級ワンマッチ 5分3R
○  コンスタンティノス・フィリッポウ vs.  ジャレッド・ハマン ×
1R 3:11 KO（スタンドパンチ連打）
第7試合 ライトヘビー級ワンマッチ 5分3R
○  イゴール・ポクラヤッチ vs.  クシシュトフ・ソシンスキー ×
1R 0:35 KO（スタンドパンチ連打）

### メインカード
第8試合 フェザー級ワンマッチ 5分3R
○  ジョン・チャンソン vs.  マーク・ホーミニック ×
1R 0:07 KO（右ストレート→パウンド）
第9試合 ウェルター級ワンマッチ 5分3R
○  ブライアン・エバーソール vs.  クロード・パトリック ×
3R終了 判定2-1（29-28、28-29、29-28）
第10試合 ライトヘビー級ワンマッチ 5分3R
○  アントニオ・ホジェリオ・ノゲイラ vs.  ティト・オーティズ ×
1R 3:15 TKO（パウンド）
第11試合 ヘビー級ワンマッチ 5分3R
○  フランク・ミア vs.  アントニオ・ホドリゴ・ノゲイラ ×
1R 3:38 TKO（キムラロック）
第12試合 UFC世界ライトヘビー級タイトルマッチ 5分5R
○  ジョン・ジョーンズ vs.  リョート・マチダ ×
2R 4:26 TKO（ギロチンチョーク）
※ジョーンズが2度目の防衛に成功。

### 各賞
ファイト・オブ・ザ・ナイト： ジョン・ジョーンズ vs. リョート・マチダ
ノックアウト・オブ・ザ・ナイト： ジョン・チャンソン
サブミッション・オブ・ザ・ナイト： フランク・ミア
各選手にはボーナスとして75,000ドルが支給された。